# Вольмарский уезд
Во́льмарский (Ва́лмиерский) уезд (латыш. Valmieras apriņķis; нем. Wolmarscher Kreis) — бывшая административная единица Лифляндской губернии (1819—1918), затем Латвийской республики (1920—1940) и позже в составе Латвийской ССР (1940, 1944—1949). Центр — город Вольмар (Валмиера).

## География
В Лифляндской губернии уезд занимал западную часть вдоль побережья Рижского залива. До 1925 года площадь уезда составляла 4624,2 км².

## История
Создан в 1819 году в результате территориально-административной реформы.

## Население
По переписи 1897 года население уезда составляло 112 836 человек, в том числе в Вольмаре — 5050 жителей, в Лемзале — 2412 жителей.

### Национальный состав
Национальный состав по переписи 1897 года:
- латыши — 105 231 чел. (93,3 %),
- эстонцы — 3647 чел. (3,2 %),
- немцы — 2259 чел. (2,0 %),

## Административное деление
Вольмарский уезд состоял из 6 городов и 50 волостей (на начало 1940 года):
- Города: Айнажи, Валмиера, Лимбажи, Мазсалаца, Руйиена, Салацгрива
- Волости: Айнажская, Алойская, Баунская, Браславская, Бренгульская, Буртниекская, Вайдавская, Вайнижская, Валмиерская, Вецатская, Вецсалацская, Вильзенская, Вилькенская, Витрупская, Даугульская, Диккельнская, Дикльская, Дунтеская, Ерская, Идусская, Ипикская, Катварская, Каугурская, Кёнская[латыш.], Кольбергская, Коценская, Лиепупская, Лимбажская, Лодская, Муянская, Наббенская, Наукшенская, Озолская, Пальская, Поциемская, Пуйкульская, Ренценская, Розенская, Руйиенская, Светциемская, Сельская, Тернейская, Туйская, Ульпишская, Умургская, Яунбуртниекская, Яунвальская